# Joseph Ilharreguy
Pas d'image ? Cliquez ici

a Compétitions nationales et continentales officielles uniquement.

Dernière mise à jour le 31 mars 2020.
Joseph Ilharreguy, né le 11 octobre 1978 à Oloron-Sainte-Marie (France), est un joueur français de rugby à XV évoluant au poste de demi de mêlée devenu entraîneur.

## Biographie
Formé au SA Mauléon, Joseph Ilharreguy remporte le championnat de France Balandrade en 1997. Il rejoint ensuite le FC Oloron où il devient champion de France de Nationale 1 en 2000, puis le Stade toulousain, participant à la conquête du bouclier de Brennus en 2001.
Il signe la saison suivante au Biarritz olympique, où il remporte à nouveau le Top 16 en 2002. Durant la période de 2000 à 2002 en élite, il a participé à quatre matchs de Coupe d'Europe. Titulaire contre les Saracens et les Cardiff Blues avec le Stade toulousain, il inscrit deux essais. Remplaçant contre le Swansea RFC à l'aller puis titulaire au retour contre le même club avec le Biarritz olympique. En 2002, il rejoint le RC Strasbourg en Fédérale 1 puis le CA Périgueux en Pro D2 en 2003. Il devient capitaine du CAP lors de la saison 2004-2005.
En 2005, il s'engage au Sporting nazairien, où il reste durant trois saisons. En juin 2008, il met un terme à sa carrière de joueur professionnel et est recruté par l'Établissement public réseau sport 64 en tant que responsable de l'antenne de Bayonne. L'Etablissement principal étant situé à Pau logé au Centre départemental Nelson Paillou. Il s'engage en parallèle à l'Avenir de Barcus, dont il devient entraîneur lors de la saison 2012-2013. En 2017, il devient l'entraîneur des trois-quarts du Boucau Tarnos Stade.

## Palmarès
- Vainqueur Championnat de France Balandrade en 1997 avec le SA Mauléon.
- Vainqueur du Championnat de France de 1re division fédérale en 2000 avec le FC Oloron.
- Vainqueur du Championnat de France en 2001 avec le Stade toulousain et en 2002 avec le Biarritz olympique.